# Geodena impleta
Geodena impleta är en fjärilsart som beskrevs av W. Warren 1909. Geodena impleta ingår i släktet Geodena och familjen mätare. Inga underarter finns listade i Catalogue of Life.